# Феришта
Мухаммед Касим Хинду-шах Астарабади Феришта (1572, Астрабад — 1620 или после 1623) — средневековый индийский историк иранского происхождения, служивший при дворе султана Биджапура Ибрагима Адил-шаха II (1580—1627), автор исторического труда «Тарих-и Феришта», подробно описывающего историю Индии мусульманского периода.
Книга «Тарих-и Феришта» (другое название «Гулшан-и Ибрахими») была написана Фериштой в 1606—1611 годах по повелению султана Ибрахима Адил-шаха II на персидском языке. Большая часть этого компилятивного труда посвящена описанию правления в Индии мусульманских династий. Несмотря на то, что в «Тарих-и Феришта» содержится ряд неточностей, он ценен тем, что включает в себя сведения из множества источников, не сохранившихся до наших дней.
Кроме «Тарих-и Феришта» Фариште принадлежит авторство труда по медицине под названием «Ихтиярат-и Касими».